# Anomala chalybeipennis
Anomala chalybeipennis är en skalbaggsart som beskrevs av Benderitter 1921. Anomala chalybeipennis ingår i släktet Anomala och familjen Rutelidae. Inga underarter finns listade i Catalogue of Life.